# Scienza di confine
La scienza di confine (dall'inglese fringe science) è per sua stessa definizione, quella serie di controverse teorie o discutibili ricerche scientifiche che si pongono ai confini della corrente principale delle discipline accademiche convenzionalmente riconosciute. Quella di "scienza di confine" è una frase utilizzata per descrivere qualsiasi ricerca scientifica all'interno di un campo di studio ben definito e istituzionalizzato che si allontana significativamente dalle teorie accettate dalla corrente principale (in inglese mainstream) di quei ricercatori, o che sono eterodosse rispetto a teorie ortodosse che sono alla base o comuni a molte altre discipline scientifiche.
Mentre esiste qualche esempio di ricercatori appartenenti alla corrente principale della scienza che propugnano idee alquanto eccentriche all'interno della propria disciplina di competenza (ad esempio James Dewey Watson, uno dei due biochimici scopritori della molecola del DNA, che sosteneva la possibilità che la molecola fosse stata diffusa nell'universo grazie a sonde interplanetarie extraterrestri e che non fosse il semplice prodotto dell'evoluzione sulla Terra; oppure il biochimico Peter Duesberg che sostiene che il virus HIV non sia la causa dell'AIDS), molte tra le "idee scientifiche di confine" sono postulate da individui che non appartengono affatto all'ambito della scienza, oppure da scienziati che lentamente si sono collocati al di fuori della corrente principale delle proprie discipline. Un altro uso del termine è nella descrizione di campi del sapere che non possono essere (sia per la mancanza di evidenza o di riproducibilità scientifica), riconosciute come "scienza in buona fede", anche se a questi campi di ricerca si attribuisce piuttosto il termine di pseudoscienza.

## Definizione
Tradizionalmente, il termine "scienza di confine" viene utilizzato per descrivere teorie inusuali e modelli per la scoperta che comunque si basano su principi scientifici stabiliti come validi. Queste teorie possono essere difese da scienziati che sono autorità riconosciute dalla vasta comunità scientifica (tipicamente grazie alla pubblicazione di studi approvati con la metodica revisione paritaria da scienziati di pari grado di reputazione), ma spesso questo non è sempre il caso. Spesso la corrente principale di ogni scienza commetterà errori o piccole imprecisioni, ma per lo più il campo di base e comune di queste scienze si accorda a standard accettati, e la sua tipica caratteristica a opporsi a cambiamenti profondi, dà luogo ad approfonditi e ponderati giudizi collettivi come reazione a proposte rivoluzionarie. Alcune tra le odierne teorie ampiamente condivise (come ad esempio in planetologia e geologia, la teoria della deriva dei continenti proposta da Wegener) vennero classificate al loro apparire come scienza di confine (o pseudoscienza) e rimasero sotto una cattiva luce, anche per molti decenni. Viene messo in evidenza che:
(Friedlander)
I confini categorici tra la scienza di confine e la pseudoscienza sono ampiamente oggetto di disputa. La scienza di confine è vista da molti scienziati come razionale ma piuttosto improbabile. Il consenso scientifico può dilazionare l'accettazione di una "scienza di confine" valida per un certo numero di ragioni, che comprende l'incompletezza dei dati presentati o la presenza di evidenze contraddittorie. Semplicemente, la scienza di confine può essere una protoscienza che non è stata ancora accettata dalla gran maggioranza degli scienziati. Uno scienziato "di confine" può eseguire osservazioni "al limite" e arrivare a conclusioni "azzardate" pur seguendo i cardini del metodo scientifico.
Storicamente l'accettazione della "scienza di confine" da parte degli scienziati della corrente principale è dipesa dalla qualità delle scoperte che sono state fatte da quelli stessi scienziati o dall'intero comparto (ad. es la fisica nucleare), dalle premesse di base, dal significato ultimo dei suoi risultati, dai traguardi e possibili applicazioni pratiche che si intravedono. L'espressione "scienza di confine" è spesso considerata insultante. Ad esempio Lyell D. Henry, Jr. scrisse che "'fringe science' è una frase che suggerisce anche "kookiness". Questa convinzione può essere stata ispirata dall'eccentricità dei ricercatori di punta ai confini della scienza (colloquialmente soprannominati scienziati pazzi).

## Esempi contemporanei di scienza di confine
Tra i casi della fine del XX secolo che sono particolarmente vicini al nostro presente:

### Multiverso (teoria di Hugh Everett III)
Il concetto di multiverso viene formalizzato matematicamente nella "interpretazione a molti mondi" della meccanica quantistica, proposta da Hugh Everett III nella sua tesi di dottorato (MWI); questa interpretazione prevede che ogni misura quantistica porti alla divisione dell'universo in tanti universi paralleli quanti sono i possibili risultati dell'operazione di misura.
La teoria MWI ha un parametro di tempo condiviso. In molte delle sue formulazioni, tutti gli universi costituenti il multiverso sono strutturalmente identici, e possono esistere in stati diversi, con identiche leggi fisiche e valori delle costanti fondamentali. Gli universi costituenti sono inoltre non-comunicanti, nel senso che non può esservi un transito di informazioni tra di essi, anche se nell'ipotesi di Everett possono influenzarsi reciprocamente.
Il grande fisico danese Niels Bohr liquidò questa teoria, che prevede la contemporanea coesistenza di tutte le soluzioni della funzione d'onda dell'elettrone, definendola come "una forma di teologia", preferendo l'interpretazione di Copenaghen, che prevede il "collasso della funzione d'onda" al momento dell'osservazione.

### Fusione fredda
L'ipotetica reazione nucleare di fusione nota come "fusione fredda", che avverrebbe a temperature e pressione vicine a quelle ambientali, fu presentata dagli scienziati Martin Fleischmann dell'Università di Southampton in Inghilterra e Stanley Pons dell'Università dello Utah nel marzo del 1989. Sono stati eseguiti molti tentativi di replicare questo esperimento, ma con scarso successo.
Da allora numerosi scienziati con qualifiche tra le più varie hanno contribuito alle ricerche in questo campo o hanno partecipato alle International Conference on Condensed Matter Nuclear Science. Nel 2004 il dipartimento statunitense per l'energia (United States Department of Energy, USDOE) decise di rivedere l'intera questione della fusione fredda, per determinare se le politiche americane riguardo alla fusione fredda dovessero cambiare, in seguito alle nuove evidenze sperimentali, e nel 2004 il Dipartimento dell'Energia Americano realizzò un convegno sulla fusione fredda.

### Aumento della longevità
Il ricercatore Aubrey de Grey, presentato nel programma TV 60 Minutes del 2006 lavora su studi "avanzati" per rallentare e/o mitigare l'invecchiamento umano. Molti altri scienziati pensano che la sua ricerca sia "scienza di confine". In un articolo della rivista Technology Review (del 2006), si legge che, "SENS (L'ipotesi di De Grey) è altamente speculativa. Molte delle sue proposizioni non sono riproducibili, né possono essere riprodotte con l'odierna tecnologia e le attuali conoscenze scientifiche. Secondo il commentarista Myhrvold, le proposte di De Grey si trovano in un'anticamera della scienza, aspettando una verifica indipendente. La SENS correntemente non si può dimostrare come vera, ma non è sicuro che non la si possa realizzare in futuro."

## Esempi storici di scienza di confine declassati a pseudoscienza
Tra i casi ormai "storici" di scienza di confine declassati a pseudoscienza, più spesso menzionati, vi sono:
- Il lavoro di Wilhelm Reich riguardo al cosiddetto "orgone", una pretesa "energia fisica" che il suo proponente proclamava di aver scoperto, un atteggiamento che contribuì al suo allontanamento dalla psichiatria internazionale e, alla fine, all'imprigionamento come truffatore, con l'accusa di esercizio indebito della professione medica.
- La profonda convinzione, professata dall'illustre chimico Linus Pauling (Premio Nobel nel 1954), sull'efficacia dell'assunzione di massicci quantitativi di vitamina C quale panacea contro un'intera gamma di malattie (infezioni, cancro) e contro processi fisiologici di invecchiamento, un'ipotesi basata sull'azione dimostrata dalla vitamina C come mediatore nella produzione del collagene. Benché la carenza di vitamina C provochi lo scorbuto, l'effetto protettivo, ad alte dosi, nei confronti di altre patologie non è stato dimostrato.
- La polimerizzazione dell'acqua in acqua nove, che, secondo i suoi proponenti, sarebbe attivabile da una particolare e ipotetica molecola catalizzatrice, avrebbe reso più rigidi i legami intermolecolari dell'acqua, rendendola simile a ghiaccio, gelatina o fanghiglia in fase semi-solida a temperatura ambiente. Questo avrebbe permesso di avere piattaforme galleggianti e inaffondabili di acqua "polimerizzata",  da usare, ad esempio, durante gli sbarchi militari. L'esistenza dell'acqua nove non ha mai avuto alcun riscontro sperimentale.

## Paragoni
La scienza di confine può essere distinta da altre categorie che sembrano similari, ma che sono peggiorativi in natura, che sono le seguenti:
- Pseudoscienza - La pseudoscienza non persegue una rigorosa applicazione del metodo scientifico. La riproducibilità, oppure la semplice conoscenza dei parametri sperimentali utilizzati, è tipicamente un problema irrisolvibile. Inoltre spesso prescinde completamente di un sostegno nelle discipline di base, come la matematica, la fisica o la chimica. Questo non avviene nella scienza di confine.
  - Ad esempio, la "memoria dell'acqua" è uno degli svariati meccanismi proposti dall'omeopatia, per spiegare il supposto effetto terapeutico delle micro-dosi dei medicamenti omeopatici, che vanno sottoposti ad "attivazione" (una ripetuta forte agitazione della soluzione acquosa contenente ridottissime, quasi trascurabili quantità dell'agente terapeutico, che spesso è un veleno, tossina o metallo pesante). Dal punto di vista "pseudo-fisico-chimico", la sostanza in soluzione superdiluita andrebbe a incidere la sua "impronta chimica" sull'acqua, e in base a questo ragionamento (mai dimostrato né accuratamente spiegato teoricamente) indurrebbe l'organismo a reagire in qualche modo contro questa "ombra chimica" della tossina.
- Scienza spazzatura - Il termine inglese "junk science" viene usato per descrivere ricerche che sono fin dall'inizio impostate con l'obiettivo di provare o negare un fatto a tutti i costi, ignorando in tal modo le metodologie standard e le pratiche certificate nel tentativo di assicurare il risultato più gradito dai ricercatori, modificando oppure omettendo certi risultati. Questo fenomeno è stato osservato spesso durante lo sviluppo di alcuni farmaci, che durante la fase IV si sono dimostrati tossici, ma i risultati dei cui test venivano manipolati per ritardare la messa al bando del farmaco, in modo da poter recuperare parte degli ingenti investimenti. La scienza di confine si serve della metodologia standard in modo identico a quello della scienza "ufficiale", procedendo dalle teorie alla conclusione, senza alcun tentativo di dirigere o condizionare il risultato.

## Controversie su base religiosa
Verso la fine del XX secolo alcuni critici di ispirazione religiosa, riguardo a campi della ricerca scientifica che secondo loro sono in contrasto con alcuni brani della Bibbia (come l'evoluzionismo oppure la cosmologia o la planetologia), cercarono di etichettare certe idee, materie e spiegazioni scientifiche come "controverse" (poco più di teorie non dimostrate), per lo più in aspetti scientifici che contraddicono la lettura letterale o fondamentalista di determinati scritti religiosi, servendosi di alcune recenti ipotesi scientifiche riguardo a certi aspetti di questi argomenti, prendendoli come prova che le teorie scientifiche precedenti non avrebbero una validità conclusiva. Alcuni dichiarano che questo processo lascia aperta una finestra per l'intervento divino sulla creazione e per il cosiddetto "disegno intelligente". Tra le discipline scientifiche interessate si citano la paleoantropologia, la sessualità umana, l'evoluzione degli esseri viventi, la geologia e la paleontologia.
Questi tentativi sono stati comunque liquidati dagli epistemologi come risultato di una cattiva comprensione del processo scientifico (che in partenza dovrebbe essere totalmente neutro rispetto a qualsiasi opinione), che viene percepito dagli scienziati come una sorta di dialogo che non dovrà mai concludersi, a dispetto del desiderio del pubblico di assistere alla vittoria definitiva di una fazione. Come sostiene Donald E. Simanek, professore di fisica alla Lock Haven University della Pennsylvania, "Troppo spesso ipotesi speculative e tentativi della ricerca scientifica di punta sono state trattate come se fossero verità scientifiche, e dunque per questo vengono accettate da un pubblico desideroso di risposte immediate, pubblico che ignora il fatto che se la scienza progredisce dall'ignoranza alla comprensione [di un sistema di conoscenze ndt], si deve passare attraverso una fase di transizione fatta di confusione e incertezza."

I mezzi di comunicazione giocano un ruolo nella genesi e propagazione di controversie e riescono a far passare la visione che certi campi della scienza siano controversi. Nel libro Optimising Public Understanding of Science: A Comparative Perspective di Jan Nolin et al., gli autori dichiararono che "Dalla prospettiva dei media risulta evidente che la scienza controversa vende, non soltanto a causa del suo valore narrativo ma anche perché spesso si collega a questioni sociali molto rilevanti."

## Riferimenti culturali
Nella serie TV Fringe (da fringe science) i protagonisti indagano su eventi inesplicabili riguardanti la scienza "di confine"; fra i tanti temi trattati ci sono gli universi paralleli, gli organismi geneticamente modificati e l'aumento della longevità.

## Fonti
- Controversial Science: From Content to Contention by Thomas Brante et al.
- Communicating uncertainty: Media coverage of new and controversial science by Sharon Dunwoody et al.
- Friedlander, M. W. (1995). http://books.google.com/books?id=r93qNhRTFHQC[collegamento interrotto]. Boulder: Westview Press.
- Frazier K (1981). Paranormal Borderlands of Science Prometheus Books ISBN 0-87975-148-7
- CSICOP On-line: Scientifically Investigating Paranormal and Fringe Science Claims, su csicop.org. URL consultato il 14 dicembre 2007 (archiviato dall'url originale il 16 marzo 2014).
- Dutch SI (1982). Notes on the Nature of Fringe Science. Journal of Geological Education
- Brown GE (1996). Environmental Science under Siege: Fringe Science and the 104th Congress.